# LNER A4形蒸気機関車4468号機 マラード
マラード (Mallard) は、ロンドン・アンド・ノース・イースタン鉄道 (LNER) の蒸気機関車である。4468号機「マラード」はA4形のうちで、最も有名な車両である。日本ではマラード号と呼ばれることが多い。この機関車はナイジェル・グレズリー卿によって設計され、1938年イングランドのドンカスターで製造された。
風洞実験を利用して設計された空気力学的に優れた流線形の車体をもち、時速160 km（100 mph）以上の速度で走ることができた。1963年の引退までの総走行距離は約240万キロ。1988年に50周年を記念して動態に復元されたが、ボイラーが検査を通過できず2003年9月に再び引退した。現在はヨークにあるイギリス国立鉄道博物館の収蔵品の一部として静態保存されている。全長は21 m（70 ft）、総重量は165 t。車軸配置は4-6-2。

## 記録

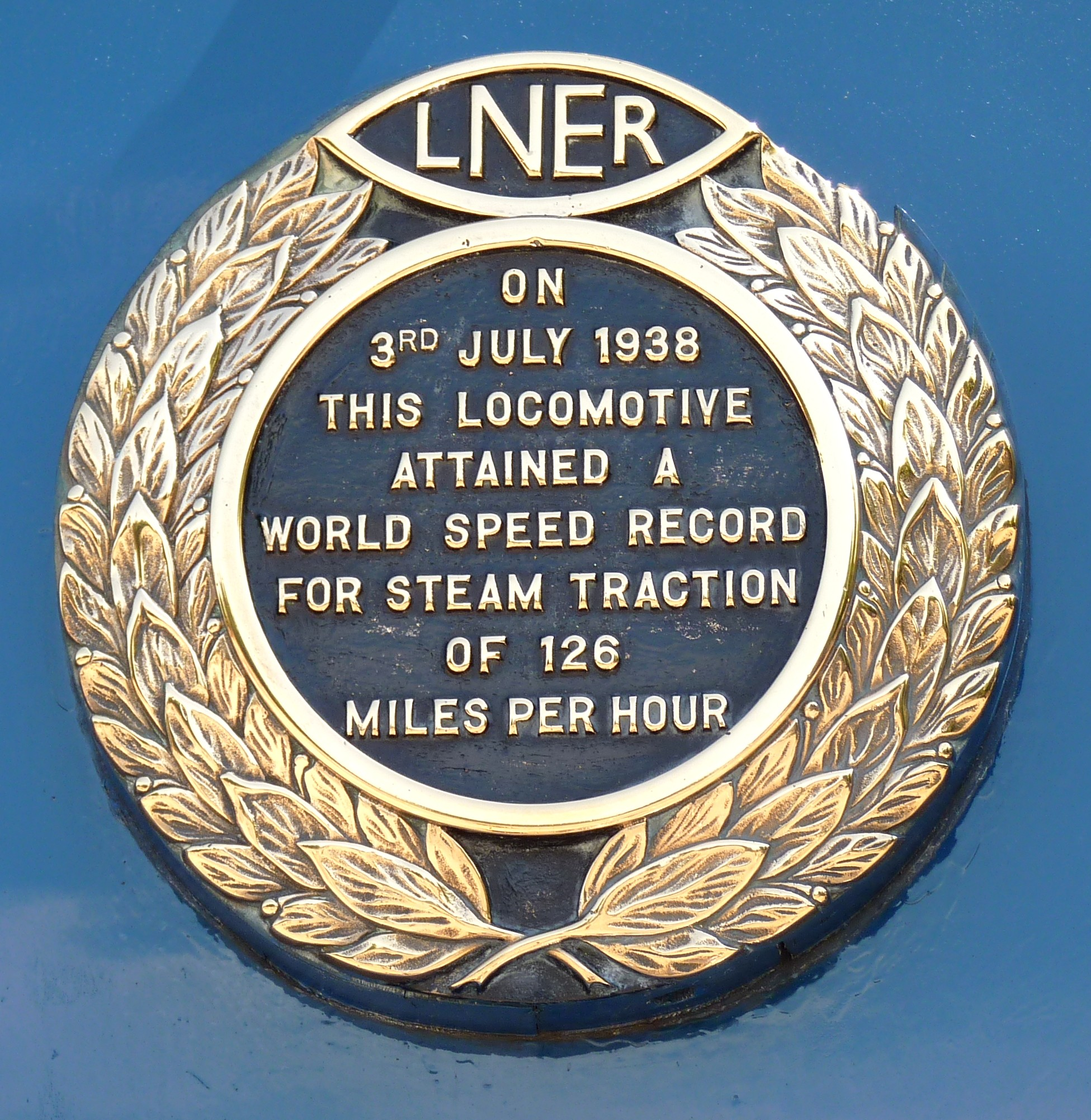
マラードの速度記録銘板

マラード号は時速203 km という蒸気機関車の世界最高速度記録をもつ。この記録は1938年7月3日、東海岸本線のグランサムにあるストーク・バンクの下り坂で樹立された。最高速度が記録された位置は、Little BythamとEssendineの間、901/4のマイル標（距離標）の地点である。これにより、ドイツ国鉄05形蒸気機関車が1936年に樹立した最速記録、時速200.4 km を塗り替えることに成功した。
マラード号は速度記録に挑むには最高の機関車であった。流線形に設計された車体は時速160 km 以上での走行を想定されており、内部の二本の煙突と二つのキルシャップブラストパイプは高速走行時の空気抵抗の軽減と、円滑な排気の流れを実現していた。ドライブトレインは、連続的に発生するトルクが安定に寄与する3シリンダ機であり、動輪の直径は約2 m（6フィート8インチ）で、当時の技術で実現できた回転数に最適化してあった。最高速度を樹立するために、機関士には勇敢なことで有名だったジョセフ・ダディントン (Joseph Duddington) を、機関助士にはトーマス・ブライ (Thomas Bray) を選出した。
ストーク・バンクは1:178から1:200（5.6 - 5 ‰）の勾配を持つ下り坂であった。6両の客車に加え、記録計測車両 (Dynamometer car) を連結したマラード号は、坂の頂点を時速121 km で通過した後、加速しながら坂を下り、最初の1.6 km（1マイル）で141、155、167、172、179、187、そして192 km/h という速度を記録。そこから800 m（1/2マイル）の地点では194、197、198、200、最終的には201 km/h を記録した。このとき記録計測車両の計器は 125.88 mph（202.58 km/h)の瞬間最高速度を記録し、これが世界最速記録の126 mph（203 km/h）となった。
最高速度記録を樹立した直後、マラード号はクランクピンのベアリングをオーバーヒートにより破損（焼きつき）したため、ドンカスターに戻って修理を受けた。このときグレズリー-ホルクロフト連動弁装置とよばれる、内部のシリンダーの弁装置の動きを外部のシリンダーに伝達する装置（連動てこ）に、機械加工と組み立て上の不具合が発見された。この装置は、構造上ほとんど修理不能な位置に取り付けられているものであった。この不具合により高速走行時に、外部の二つのシリンダーに比べて中央のシリンダーに大きな負荷がかかっており、これが故障の大きな原因となっていた。

## その後
その後、ドイツ国営鉄道の05形がマラード号に迫る記録を出したものの、この世界最速記録が蒸気機関車によって破られることはついになかった。マラード号より高速な蒸気機関車に関する噂や伝説は多く存在するものの、十分な証拠のあるものはない。しかし、マラード号と同様に、ストーク・バンクのような長く緩やかな下り坂での走行であれば、他の蒸気機関車がマラード号を上回ることは可能であると思われる。列車の記録においては、自動車での記録とは異なり、二回の走行の記録を平均する必要がなく、勾配や風による補助も認められているという点を留意する必要がある。
時速203 km の記録を上回ったと主張されている蒸気機関車はいくつか存在している。例えば、ペンシルバニア鉄道のS1形のプロトタイプは時速225 km を記録したとされている。また、世界最速の定期貨物列車牽引用の蒸気機関車であるミルウォーキー鉄道のF7（英語版）は表定速度160km/hを超える速度で運転されており、最高速度は時速190 km を超えることが知られている。
現在もマラード号の記録は破られておらず、ギネス世界記録にも「世界最速の蒸気機関車」として認定されている。車体側面に速度記録を記念する銘板が設置されている。

## 登場する作品
- 汽車のえほん（未翻訳巻に登場）
- きかんしゃトーマス  当機がモデルの機関車、スペンサーが登場する。